# Stade du 20-Août-1955 (Béchar)
Pour les articles homonymes, voir Stade du 20-Août-1955.
Le stade du 20-Août-1955 (en arabe : ملعب 20 أغسطس 1955) est un stade municipal de football situé dans la ville algérienne de Béchar. C'est là qu'évolue la Jeunesse sportive de Saoura.

## Histoire
Le stade municipal de Béchar ouvert en 1953 est resté longtemps un petit stade en tuf d'à peine 1 000 places. Il va être doté d'une pelouse synthétique en 2006, avant de connaitre une grande extensions entre 2010 et 2012 pour le porter à plus de 10 000 places, afin d'accueillir le nouveau grand club de la région, la JS Saoura.